# Petra Hůlová

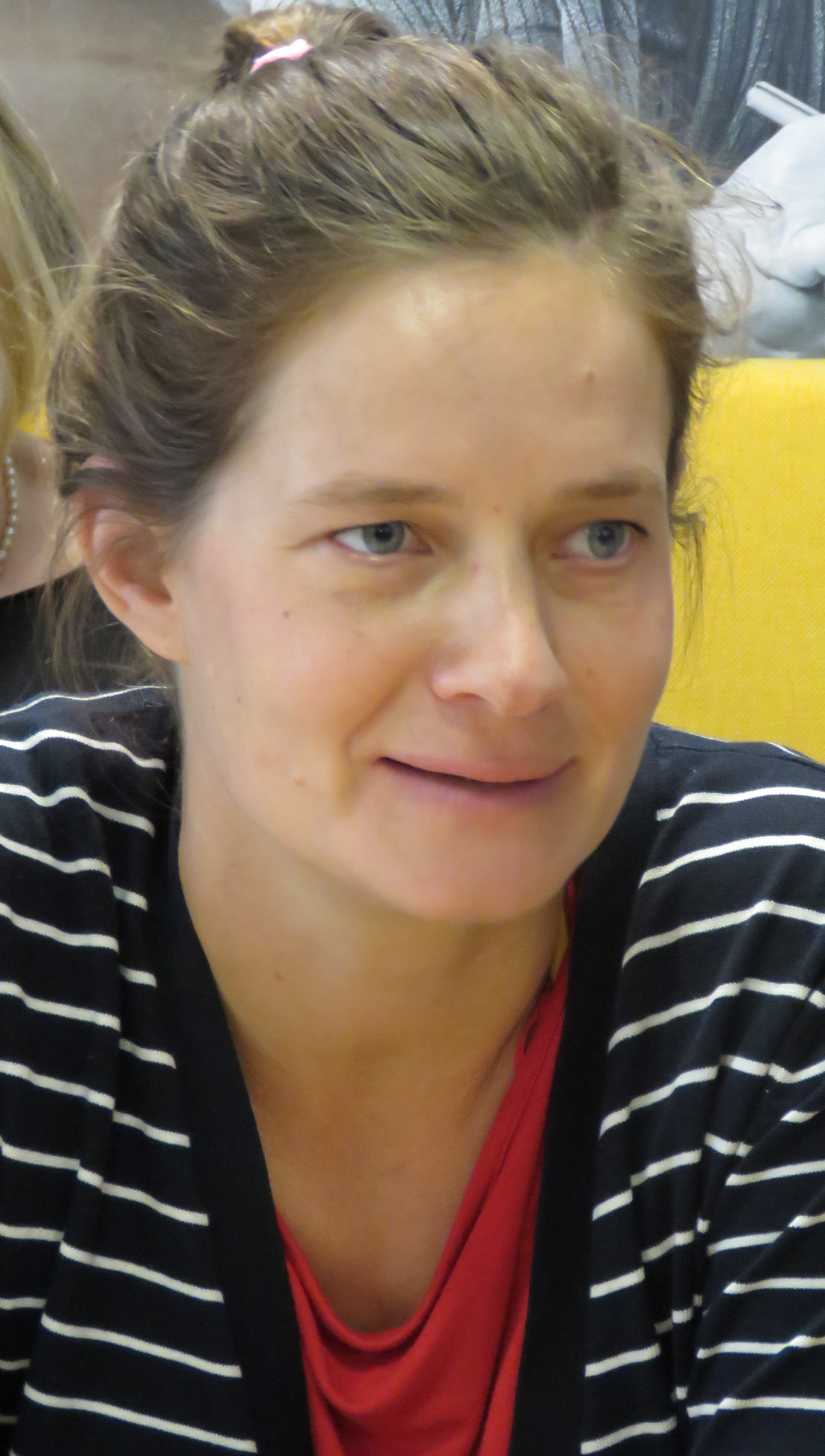
Petra Hůlová (2018)

Petra Hůlová (* 12. Juli 1979 in Prag) ist eine tschechische Schriftstellerin.

## Leben
Nach der Matura studierte Hůlová Kulturwissenschaft und Mongolistik an der Philosophischen Fakultät der Karls-Universität in Prag. Sie lebte eine Zeit lang in der Mongolei und in den USA, wo die Handlung ihrer Romane Paměť mojí babičce beziehungsweise Cirkus Les Mémoires spielt. Der Text Umělohmotný třípokoj wurde 2007 in einer Sprechfassung im Theater am Geländer in Prag aufgeführt.

## Werke
- Paměť mojí babičce, Torst-Verlag, Prag 2002
  - Kurzer Abriss meines Lebens in der mongolischen Steppe, aus dem Tschechischen von Christa Rothmeier, Luchterhand Literaturverlag 2007, ISBN 978-3-630-62127-2 – Das Buch erzählt vom Schicksal einiger Generationen von Frauen in der Mongolei und deren Leben zwischen Steppe und Stadt.
- Přes matný sklo (Durch Milchglas), Torst-Verlag, Prag 2004 – Das Buch erzählt von einfachen Tschechen, die in der Nachkriegszeit und nach der Samtenen Revolution leben.
- Cirkus Les Mémoires, Torst-Verlag, Prag 2005
  - Manches wird geschehen, aus dem Tschechischen von Michael Stavarič, Luchterhand Literaturverlag 2008, ISBN 978-3-630-62143-2
- Umělohmotný třípokoj, Torst-Verlag, Prag 2006.
  - Dreizimmerwohnung aus Plastik, aus dem Tschechischen von Doris Kouba, Kiepenheuer & Witsch 2013, ISBN 978-3-462-04522-2
- Stanice Tajga, Torst-Verlag, Prag 2008
  - Endstation Taiga, aus dem Tschechischen von Michael Stavarič, Luchterhand Literaturverlag 2010, ISBN 978-3-630-62191-3
- Strážci občanského dobra (Wächter des Bürgerwohls), Torst-Verlag, Prag 2010
- Čechy, země zaslíbená, Torst-Verlag, Prag 2012
- Macocha, Torst-Verlag, Prag 2014

## Auszeichnungen (Auswahl)
- Magnesia Litera 2003
- Jiří-Orten-Preis 2007
- Josef-Škvorecký-Preis 2008